# Zlaté Hory - Zlaté jezero
Zlaté Hory - Zlaté jezero este o arie protejată (arie specială de conservare — SAC, sit de importanță comunitară — SCI) din Republica Cehă întinsă pe o suprafață de 25,76 ha, integral pe uscat.

## Localizare
Centrul sitului Zlaté Hory - Zlaté jezero este situat la coordonatele 50°16′42″N 17°23′45″E / 50.278333°N 17.395833°E.

## Înființare
Situl Zlaté Hory - Zlaté jezero a fost declarat sit de importanță comunitară în aprilie 2005 pentru a proteja 1 specie de animale. Situl a fost protejat și ca arie specială de conservare în decembrie 2013.

## Biodiversitate
Situată în ecoregiunea continentală, aria protejată nu include niciun habitat protejat.
La baza desemnării sitului se află o specie protejată de  amfibieni: izvoraș-cu-burta-galbenă (Bombina variegata).